# Thomas Willis
Pour les articles homonymes, voir Willis.
Thomas Willis, né le 27 janvier 1621 à Great Bedwyn, Wiltshire et mort le 11 novembre 1675 à Londres, est un médecin anglais qui a joué un rôle important dans l'histoire de l'anatomie et a été un cofondateur de la Royal Society (1662). Il fut l'un des pionniers de la recherche neuroanatomique et le précurseur de la neuropathologie. Il fondait ses thèses sur l'observation plutôt que l'autorité des Anciens.

## Biographie
Il est le fils aîné des trois fils de Thomas Willis et de Rachel Howell, d'une famille fidèle au roi Charles Ier.  
Il obtient son Master of Arts à Christ Church à l'université d'Oxford en 1642, son Bachelor of Medicine en 1646.  Il interrompt ses études, comme beaucoup d'autres, pour s'engager dans l'armée royale lors de la première révolution anglaise. Il se marie avec Mary Fell le 7 avril 1657 ; ils auront huit enfants, dont très peu survécurent.
En 1660, lors du rétablissement de Charles II sur le trône, il reçoit son bonnet de docteur, en étant nommé à la chaire de philosophie naturelle à Oxford. Le roi le nomme aussi à la Royal Society de Londres, nouvellement créée, comme l'un des membres fondateurs. Il est ainsi en relation avec des savants comme l'architecte Christopher Wren,  le médecin Richard Lower, le physicien Isaac Newton, ou le philosophe John Locke. 
En 1666, à la requête de l'archevêque de Cantorbéry, il s'établit à Westminster, Londres. Dans sa pratique médicale, il faisait payer fort cher ses services auprès des grands pour mieux accorder ses soins gratuits aux pauvres.  Il acquiert une grande réputation par ses ouvrages, suscitant contre lui des envieux et des opposants. Son épouse meurt en 1670, et il se remarie en 1672.
En 1675, il meurt d'une pleurésie à Londres, à l'âge de 54 ans. Il est inhumé, avec sa première femme, dans l'abbaye de Westminster.  Sa tombe est toujours visible dans le transept nord. 

## Travaux

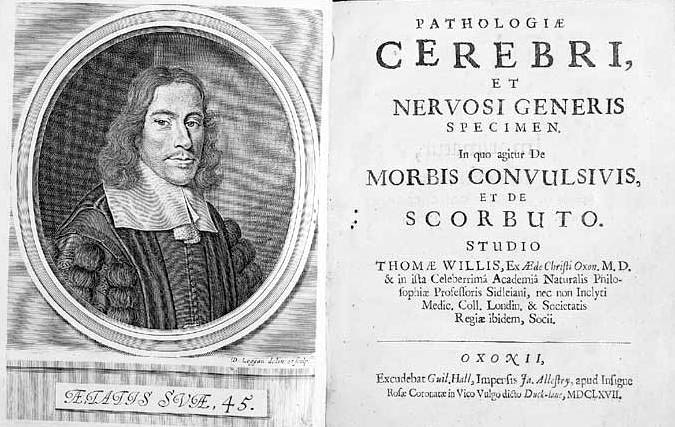
Pathologiae Cerebri et Nervosi Generis Specimen

Il décrit les méfaits du paludisme et de la coqueluche en Angleterre (De febribus, 1660).  Derrière sa description d'une « fièvre muqueuse », des médecins historiens voient la fièvre typhoïde. Il est le premier à distinguer le diabète sucré et le diabète insipide, la névrite diabétique et probablement la myasthénie sous l'appellation de « paralysia spuria non habitualis » (1672). Il aurait fait la première description du syndrome des jambes sans repos.

### Neuroanatomie
Il crée le terme neurologia, c'est-à-dire neurologie. Il est l'auteur de plusieurs découvertes en neuroanatomie et en neuropathologie (vingt autopsies sont analysées dans ses livres). Il utilise en effet la dissection des cadavres des criminels exécutés (laissés aux chirurgiens par la Couronne britannique), ainsi que ceux de ses illustres patients qui donnèrent leur accord de leur vivant, et même à leur demande expresse,.
Il est aidé par Sir Christopher Wren et Thomas Millington, ainsi que par son élève Richard Lower, en reconnaissant sa dette envers eux. Wren avait mis au point une  technique d'injection de colorants dans une veine pour faire apparaître trajets et connexions vasculaires ; Wren est aussi l'auteur des magnifiques illustrations anatomiques de Cerebri Anatomi (1664).
Dans Cerebri Anatomi, Willis décrit et classe les nerfs crâniens en se fondant essentiellement sur les orifices par lesquels ils sortaient du crâne. Il décrit les différentes parties de l'encéphale : le cerveau, le cervelet, le striatum, le thalamus optique, le pont, les corps mamillaires, le corps calleux… Il montre que l'hypophyse est formée de deux lobes différents, l'un rouge, vasculaire, et l'autre blanc, séreux.
Par des études comparatives avec l'animal, il note que le cervelet est similaire chez l'homme et les animaux, mais que le cerveau diffère. Il situe les fonctions cérébrales, non pas dans les cavités ventriculaires du cerveau comme le faisaient les anatomistes médiévaux, mais bien dans la masse cérébrale elle-même. Il en interprète le fonctionnement comme un flux « d'esprits animaux » (influx nerveux) à travers les différentes parties, d'où naissent les sensations, la mémoire, les idées, le sens commun et l'imagination .  
Willis décrit aussi les plexus choroïdes, mais il se trompe lorsqu'il en fait le siège de l'absorption du liquide céphalorachidien. Il découvre l'influence du nerf vague sur le cœur et les poumons. Il est aussi le premier à utiliser le terme acte réflexe pour décrire les activités élémentaires du système nerveux.
Dans Pathologiæ Cerebri et Nervosis Generis Specimen (1667), il relie les troubles psychologiques à l'altération des structures cérébrales et nerveuses, d'où l'apparition du terme névrose au siècle suivant. Cette conception est aussi à l'origine des traitements physiques des troubles mentaux (médicaments, thérapies de choc : douches froides, etc. et tout ce qui peut agir par le corps sur l'esprit) .

### Polygone de Willis
C'est à lui que l'on doit la découverte du polygone de Willis (circulus arteriosus), une partie du système vasculaire du cerveau. Avant lui, et selon Galien, on considérait qu'il existait à la base du cerveau un rete mirabile, réseau artériel et veineux entrelacé, comme chez certains animaux.  Au cours de dissections chez l'homme, Willis injecte dans la carotide externe de l'alcool teinté d'encre, et fait apparaitre un polygone artériel d'où naissent toutes les artères cérébrales. 
Ces travaux neuroanatomiques ont une influence considérable, en représentant une ligne de partage dans l'histoire des neurosciences, et en faisant de Thomas Willis un précurseur de la  translational research (recherches médicales appliquées pour la pratique clinique).

## Doctrine
Thomas Willis appartient à la génération fondatrice de la Royal Society faisant triompher un esprit nouveau balayant les derniers prolongements de la scolastique médiévale. 
Il considère qu'il n'existe que trois philosophies disponibles pour un médecin : celle d'Aristote et de Galien, celle d'Epicure et des mécanistes, et celle des chimistes. Selon lui, Aristote et Galien ne faisant que sauvegarder l'apparence des choses par des tautologies sans valeur explicative, seules les deux dernières sont susceptibles de devenir science « réelle ».  Sa doctrine est une tentative de compromis entre les mécanistes et les chimistes . 
Dans sa première publication, De fermentatione (1659),  il se montre disciple de Van Helmont. Il décrit les phénomènes naturels et vitaux, comme des processus cycliques de distillation et de fermentation. Ainsi le corps humain est une centrale de distillation où le sang, réchauffé par le cœur, monte au cerveau qui en tire l'influx nerveux transmis aux nerfs. Il ramène la notion de tempérament à une balance entre acides et alcalins contenus dans le sang.
Dans De motu musculari (1670), il développe une conception mécaniste et iatrochimique de la vie, expliquant les mouvements organiques par des « explosions » chimiques localisées dans les fibres.  L'influx nerveux (« esprit animal ») se propage comme la lumière, il est l'étincelle qui, dans le muscle, fait exploser « les particules pour ainsi dire nitro-sulfureuses » apportées par le sang.  Les effets de la poudre à canon sont la métaphore des processus vitaux, pouvant expliquer, par exemple, les battements du cœur.
Préoccupé par la recherche du lien entre cerveau et esprit, Willis réfute ainsi plusieurs idées et notions de la médecine médiévale, proposées par Galien. Pour éviter une controverse théologique, il prend soin, dans De anima brutorum (1672), de préciser que l'homme a bien une âme rationnelle et immortelle, mais qu'il possède aussi une âme secondaire, physique ou animale ; et que ses travaux ne concernent que celle-là. Cette âme « brute » se compose de deux parties : l'une située dans le sang, gouvernant la vitalité, l'autre dans les nerfs et le cerveau, contrôlant la sensation et le mouvement.

## Publications

### Sélection
Les œuvres de Willis sont en latin.
- Opera omnia, 2 vol., Genève-Lyon, 1676-1680 ; Venise, 1720. - Œuvres complètes.
- Diatribae duae medico-philosophicae (De fermentatione, De febribus, De urinis), La Haye, 1659 ; Londres, 1660.
- Cerebri anatomi, Londres, 1664 — Première description détaillée du cerveau et des nerfs. Création du concept de réponse réflexe. Sont décrits pour la première fois : le striatum, le thalamus optique, le pont, les corps mamillaires.
  - Cerebri anatomi : cui accessit nervorum descriptio et usus. Studio Thomae Willis … Accessit viri cujusdam clarissimi De ratione motus musculorum tractatus singularis, Amsterdam, Gerbrand Schagen, 1666 — Numérisation LillOnum
- Pathologiae cerebri et nervosi generis specimen, Oxford, 1667
- Affectionum quae dicuntur hystericae et hypochondriacae pathologia spasmodica vindicata : Contra responsionem epistolarem Nath. Highmori M.D. Cui accesserunt Exercitationes medico-physicae duae. I. De sanguinis accensione. II. De motu musculari, Londres, 1670
- De anima brutorum, 1672Dans Discours sur l'âme des brutes (c'est-à-dire commune à l'homme et à l'animal), Willis soutient la thèse selon laquelle le striatum recevrait toutes les informations sensitives, tandis que le corps calleux serait associé à l'imagination et le cortex cérébral à la mémoire.
- Pharmaceutice rationalis, Oxford, 1673[17] ; en anglais, Londres 1683.

### Listes d’œuvres en ligne
- Œuvres numérisées de Thomas Willis dans le site Internet Archive.
- Œuvres numérisées et portraits de Thomas Willis dans le site Europeana.
- Œuvres numérisées de Thomas Willis dans le site The Online Books.

### Œuvres complètes en ligne
- Œuvres complètes, Amsterdam, [Johann] Heinrich Wettstein, 1682 : vol. 1 ; vol. 2

### Traduction en français
- Dissertation sur les urines, tirée des ouvrages de Willis, très célèbre médecin d'Angleterre, Paris, Laurent d'Houry, 1683